# Тепловой приёмник излучения
Тепловой приёмник излучения — устройство для преобразования энергии поглощенного электромагнитного излучения в тепловую. Для оценки мощности принятого излучения измеряется повышение температуры термочувствительного элемента приёмника. Наиболее широко применяются в инфракрасной области спектра. Современные тепловые приёмники позволяют измерять мощности излучения до 10-11 ватт путем обнаружения изменения температуры термочувствительного элемента на 10-6—10-7 K. По принципу преобразования температуры в сигналы, удобные для измерения, существует несколько типов тепловых приёмников.
- Оптико-акустический приёмник. Повышение температуры преобразуется в смещение регистрирующего устройства, которым является зеркальная мембрана, являющаяся одной из стенок герметичной камеры, заполненной газом с зачерненной пластинкой, нагревающейся под действием падающего излучения. Вследствие повышения температуры давление газа повышается и кривизна мембраны изменяется. Затем оптико-электронная система измеряет ее и преобразует в электрический сигнал.
- Термоэлемент. Использует явление возникновения ЭДС в контуре из различных материалов, на один из спаев которого направляется измеряемое излучение.
- Пироэлектрический приёмник. Использует пироэлектрический эффект.
- Болометр. Использует изменение физических параметров чувствительного элемента под действием температуры.
- Калориметр. Использует непосредственное повышение температуры, вызванное поглощенным излучением.